# Segesa
SEGESA (Sociedad de Electricidad de Guinea Ecuatorial) es la empresa nacional de electricidad de Guinea Ecuatorial, cuyas oficinas centrales están en Malabo, Guinea Ecuatorial. Es el único operador del sector eléctrico de Guinea Ecuatorial. La empresa fue creada en noviembre de 2001 por la fusión de la empresa nacional de electrificación rural SONER y la Corporación Nacional de Electricidad ENERGE. En 2013, la compañía se reorganizó en tres unidades: SEGESA Comercial para la distribución y venta, SEGESA Generación para actividades de generación, y SEGESA Transmisión para la transmisión. Las tres unidades son supervisadas por SEGESA Holding.
Guinea Ecuatorial tiene dos sistemas principales de electricidad: uno para la isla de Bioko y otro para la región continental de Río Muni. SEGESA tiene 775 empleados en las tres unidades de negocio en Malabo para el sistema de Bioko, y 823 empleados en Bata y la región continental.
El cuerpo legislativo que rige la política nacional de electricidad en Guinea Ecuatorial es el Ministerio de Minas, Industria y Energía. El ministerio es responsable de la regulación y el cumplimiento en el sector. Las leyes específicas que tienen que ver con la gestión, impuestos y operaciones del sector de energía se aprobaron en 2002 y 2005. Las empresas privadas que deseen invertir en el sector deben obtener licencias del ministerio, y pueden entrar en asociaciones con SEGESA.
El director general de SEGESA es actualmente Nicolás Nguema Bibang.

## Marco institucional
El marco institucional del sector eléctrico en Guinea Ecuatorial tiene una estructura vertical, puesto que el ministerio a cargo de la energía, define la estrategia del sector (a través del plan director Horizonte 2020). El ministerio también realiza las inversiones correspondientes en términos de financiación y monitoreo de proyectos. Después de ser establecidas, las inversiones hechas por el ministerio se transfieren a SEGESA, que las explota y mantiene.

### Organigrama del sector eléctrico

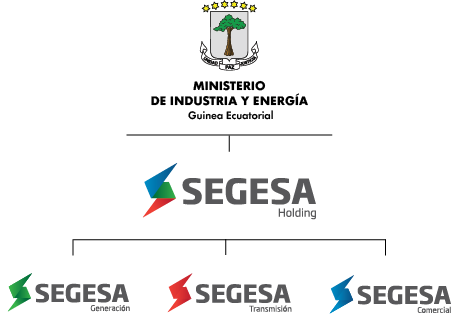

Tanto SEGESA como los medios implementados por el Estado en los últimos años, han permitido desarrollar la producción de redes de tal manera que el país ya no sufre de tantos apagones. La red eléctrica en Guinea Ecuatorial está dividida en dos partes: la red de la isla (Malabo) y la red continental (Bata). Los desarrollos de la red de sistemas de producción sobre la parte “continente” (red HTB que cubre todo el territorio) hacen que hoy en día el país pueda jugar un papel muy importante en las interconexiones: inversión de parte de Guinea Ecuatorial ya hecha.

## Oferta y demanda en Guinea Ecuatorial

### Isla de Bioko
La red en la isla de Bioko está alimentada por la central a turbo-gas situada en Punta Europa (cerca de Malabo), de 154,2 MW. Consta de 7 grupos: 3 de 42 MW, 2 de 10 MW, 2 de 5,2 MW y 1 de 4 MW, la cual alimenta la isla de Bioko a través de una red de 66 kV y 33 kV.
Además de esta central, la isla cuenta con la central de SEMU de 7,2 MW (4 grupos de 1,8 MW), la central hidroeléctrica situada en Riaba de 3 MW (2* 1,5 MW), y la central hidroeléctrica de Musola (Musola 1 y 2, de 0,4 MW cada una), aunque estas dos últimas están fuera de servicio.
La demanda de energía en la isla de Bioko en 2016 se sitúa en 79 MW (7 puntos por encima de la demanda del año anterior). De momento, la producción instalada sobrepasa la demanda y facilita el desarrollo de la isla.

### Río Muni
La red de transporte en la parte continental del país está constituida de una red principal de 220 kV, 110 kV y 20 kV, todas conectadas a la central hidroeléctrica de Djibloho, la cual alimenta todo el territorio.
Las centrales que alimentan el continente son la central hidroeléctrica de 120 MW de Djibloho (4* 30 MW); la central térmica de 24 MW situada en Bata (3* 8 MW); la central “Socorro” (contenedores en batería) de 2* 16,4 MW; la central térmica a partir de grupo Cummins de 2* 1 MVA; y la central hidroeléctrica de Bikomo, en curso de ser rehabilitada (4* 800 kVA).
La demanda en la parte continental se sitúa en 65 MW. La producción es idéntica a la de la parte isleña. Es decir, sobrepasa ampliamente la demanda. Sin embargo, en la época seca, la producción de la central hidroeléctrica de Djibloho disminuye, y obliga a SEGESA a realizar apagones. Por esta razón, se prevé la construcción de una presa que permitirá aumentar la potencia de Djibloho (presa en construcción). Por otro lado, se dispone de nuevos proyectos que permitirán aumentar la disponibilidad de energía, por lo que Guinea Ecuatorial, en lo que respecta a construcción, ya está lista para interconexiones con países fronterizos (Gabón y Camerún). Los intercambios han demostrado la motivación de Guinea Ecuatorial (en particular intercambios con la Directiva de SEGESA Holding) para que las interconexiones sean realizadas lo más rápido posible.

## Proyectos en curso y perspectivas
Guinea Ecuatorial sigue planificando inversiones tanto en distribución como en producción. Están en curso los siguientes proyectos de centrales y ampliación de redes: construcción de la central de Sendje, 200 MW (4* 50 MW) (puesta en marcha en 2017); construcción y puesta en marcha del embalse de regulación de Djibloho con 2 turbinas de 42,5 MW (puesta en marcha en 2016); rehabilitación de las centrales de Riaba, Musola 1 y 2, y Bikomo; conversión a gas natural de la central térmica de 24 MW de Bata; construcción de un sitio de almacenamiento de gas natural; y proyecto solar de 5 MW para alimentar la isla de Annobón.
Guinea Ecuatorial está lista a realizar interconexiones de 220 kV a partir de las subestaciones de Ebebiyín (frontera con Camerún y Gabón) y en Mongomo (situada a unos 50 km de Oyem, ciudad secundaria de Gabón).